# SC Comet Stettin
SC Comet Stettin (celým názvem: Sport-Club Comet 1912 Stettin) byl německý fotbalový klub, který sídlil v pomořanském městě Stettin (dnešní Szczecin v Západopomořanském vojvodství). Založen byl v roce 1912, zanikl v roce 1945 po polské anexi východních Pomořan. Klubové barvy byly černá a žlutá.
Své domácí zápasy odehrával na stadionu Deutscher Berg.

## Historické názvy
Zdroj: 
- 1912 – SC Comet Stettin (Sport-Club Comet 1912 Stettin)
- 1945 – zánik

## Umístění v jednotlivých sezonách
Stručný přehled
Zdroj: 
- 1934–1935: Gauliga Pommern West

Jednotlivé ročníky
Zdroj: 
Legenda: Z - zápasy, V - výhry, R - remízy, P - porážky, VG - vstřelené góly, OG - obdržené góly, +/- - rozdíl skóre, B - body, červené podbarvení - sestup, zelené podbarvení - postup, fialové podbarvení - reorganizace, změna skupiny či soutěže
| Velkoněmecká říše (1934 – 1935) |                      |        |    |   |   |    |    |    |     |   |        |
| Sezóny                          | Liga                 | Úroveň | Z  | V | R | P  | VG | OG | +/- | B | Pozice |
| 1934/35                         | Gauliga Pommern West | 1      | 12 | 2 | 0 | 10 | 22 | 55 | -33 | 4 | 7.     |